# Alloclita cerritella
Alloclita cerritella is een vlinder uit de familie prachtmotten (Cosmopterigidae). De wetenschappelijke naam van deze soort is voor het eerst geldig gepubliceerd in 1993 door Riedl.
De soort komt voor in tropisch Afrika.